# Gran Premio motociclistico dell'Emilia-Romagna e della Riviera di Rimini 2020
Il Gran Premio motociclistico dell'Emilia-Romagna e della Riviera di Rimini 2020 è stato l'ottava prova su quindici del motomondiale 2020, disputato il 20 settembre sul Misano World Circuit Marco Simoncelli. Le vittorie nelle cinque gare delle quattro classi sono andate rispettivamente a: Maverick Viñales in MotoGP, Enea Bastianini in Moto2, Romano Fenati in Moto3, Dominique Aegerter e Matteo Ferrari le due gare della classe MotoE.

## MotoGP
Cal Crutchlow e Stefan Bradl non hanno preso parte alla gara per infortunio.

### Arrivati al traguardo
| Pos. | Nº | Pilota            | Squadra                     | Motocicletta       | Giri | Tempo     | Griglia | Punti |
| ---- | -- | ----------------- | --------------------------- | ------------------ | ---- | --------- | ------- | ----- |
| 1º   | 12 | Maverick Viñales  | Monster Energy Yamaha       | Yamaha YZR-M1      | 27   | 41:55.846 | 1º      | 25    |
| 2º   | 36 | Joan Mir          | Suzuki Ecstar               | Suzuki GSX-RR      | 27   | +2.425    | 11º     | 20    |
| 3º   | 44 | Pol Espargaró     | Red Bull KTM Factory Racing | KTM RC16           | 27   | +4.528    | 4º      | 16    |
| 4º   | 20 | Fabio Quartararo  | Petronas Yamaha SRT         | Yamaha YZR-M1      | 27   | +6.419    | 3º      | 13    |
| 5º   | 88 | Miguel Oliveira   | Red Bull KTM Tech 3         | KTM RC16           | 27   | +7.368    | 15º     | 11    |
| 6º   | 30 | Takaaki Nakagami  | LCR Honda Idemitsu          | Honda RC213V       | 27   | +11.139   | 12º     | 10    |
| 7º   | 73 | Álex Márquez      | Repsol Honda                | Honda RC213V       | 27   | +11.929   | 17º     | 9     |
| 8º   | 4  | Andrea Dovizioso  | Ducati Team                 | Ducati Desmosedici | 27   | +13.113   | 10º     | 8     |
| 9º   | 21 | Franco Morbidelli | Petronas Yamaha SRT         | Yamaha YZR-M1      | 27   | +15.880   | 8º      | 7     |
| 10º  | 9  | Danilo Petrucci   | Ducati Team                 | Ducati Desmosedici | 27   | +17.682   | 9º      | 6     |
| 11º  | 5  | Johann Zarco      | Esponsorama Racing          | Ducati Desmosedici | 27   | +23.144   | 14º     | 5     |
| 12º  | 42 | Álex Rins         | Suzuki Ecstar               | Suzuki GSX-RR      | 27   | +24.962   | 18º     | 4     |
| 13º  | 38 | Bradley Smith     | Aprilia Racing Team Gresini | Aprilia RS-GP      | 27   | +30.008   | 19º     | 3     |

### Ritirato
| Nº | Pilota            | Squadra                     | Motocicletta       | Giri | Griglia |
| -- | ----------------- | --------------------------- | ------------------ | ---- | ------- |
| 27 | Iker Lecuona      | Red Bull KTM Tech 3         | KTM RC16           | 24   | 13º     |
| 63 | Francesco Bagnaia | Pramac Racing               | Ducati Desmosedici | 20   | 5º      |
| 46 | Valentino Rossi   | Monster Energy Yamaha       | Yamaha YZR-M1      | 15   | 7º      |
| 53 | Esteve Rabat      | Esponsorama Racing          | Ducati Desmosedici | 12   | 20º     |
| 43 | Jack Miller       | Pramac Racing               | Ducati Desmosedici | 7    | 2º      |
| 33 | Brad Binder       | Red Bull KTM Factory Racing | KTM RC16           | 3    | 6º      |
| 41 | Aleix Espargaró   | Aprilia Racing Team Gresini | Aprilia RS-GP      | 0    | 16º     |

## Moto2
Jorge Martín non prende parte all'evento in quanto positivo al SARS-CoV-2. La gara è stata sospesa due volte causa pioggia ed è ripartita per 10 giri.

### Arrivati al traguardo
| Pos. | Nº | Pilota                | Squadra                  | Motocicletta | Giri | Tempo     | Griglia | Punti |
| ---- | -- | --------------------- | ------------------------ | ------------ | ---- | --------- | ------- | ----- |
| 1º   | 33 | Enea Bastianini       | Italtrans Racing         | Kalex        | 10   | 26'02.686 | 5º      | 25    |
| 2º   | 72 | Marco Bezzecchi       | SKY Racing Team VR46     | Kalex        | 10   | +0.720    | 2º      | 20    |
| 3º   | 22 | Sam Lowes             | EG 0,0 Marc VDS          | Kalex        | 10   | +1.124    | 4º      | 16    |
| 4º   | 10 | Luca Marini           | SKY Racing Team VR46     | Kalex        | 10   | +2.310    | 1º      | 13    |
| 5º   | 23 | Marcel Schrötter      | Liqui Moly Intact GP     | Kalex        | 10   | +4.132    | 11º     | 11    |
| 6º   | 96 | Jake Dixon            | Petronas Sprinta Racing  | Kalex        | 10   | +7.201    | 7º      | 10    |
| 7º   | 9  | Jorge Navarro         | Beta Tools Speed Up      | Speed Up     | 10   | +7.558    | 9º      | 9     |
| 8º   | 21 | Fabio Di Giannantonio | Beta Tools Speed Up      | Speed Up     | 10   | +7.704    | 8º      | 8     |
| 9º   | 12 | Thomas Lüthi          | Liqui Moly Intact GP     | Kalex        | 10   | +7.762    | 16º     | 7     |
| 10º  | 40 | Héctor Garzó          | Flexbox HP 40            | Kalex        | 10   | +8.249    | 15º     | 6     |
| 11º  | 11 | Nicolò Bulega         | Federal Oil Gresini      | Kalex        | 10   | +8.141    | 10º     | 5     |
| 12º  | 24 | Simone Corsi          | MV Agusta Forward Racing | MV Agusta F2 | 10   | +8.663    | 24º     | 4     |
| 13º  | 44 | Arón Canet            | Inde Aspar               | Speed Up     | 10   | +9.189    | 6º      | 3     |
| 14º  | 19 | Lorenzo Dalla Porta   | Italtrans Racing         | Kalex        | 10   | +12.538   | 17º     | 2     |
| 15º  | 62 | Stefano Manzi         | MV Agusta Forward Racing | MV Agusta F2 | 10   | +12.744   | 21º     | 1     |
| 16º  | 54 | Mattia Pasini         | Red Bull KTM Ajo         | Kalex        | 10   | +12.935   | 14º     |       |
| 17º  | 42 | Marcos Ramírez        | Tennor American Racing   | Kalex        | 10   | +13.227   | 20º     |       |
| 18º  | 37 | Augusto Fernández     | EG 0,0 Marc VDS          | Kalex        | 10   | +13.779   | 12º     |       |
| 19º  | 55 | Hafizh Syahrin        | Inde Aspar               | Speed Up     | 10   | +14.525   | 25º     |       |
| 20º  | 57 | Edgar Pons            | Federal Oil Gresini      | Kalex        | 10   | +15.028   | 22º     |       |
| 21º  | 35 | Somkiat Chantra       | Idemitsu Honda Team Asia | Kalex        | 10   | +15.551   | 26º     |       |
| 22º  | 64 | Bo Bendsneyder        | NTS RW Racing GP         | NTS          | 10   | +18.160   | 23º     |       |
| 23º  | 45 | Tetsuta Nagashima     | Red Bull KTM Ajo         | Kalex        | 10   | +18.079   | 13º     |       |
| 24º  | 27 | Andi Farid Izdihar    | Idemitsu Honda Team Asia | Kalex        | 10   | +21.265   | 28º     |       |
| 25º  | 7  | Lorenzo Baldassarri   | Flexbox HP 40            | Kalex        | 10   | +25.587   | 19º     |       |

### Ritirati
| Nº | Pilota                      | Squadra                 | Motocicletta | Giri | Griglia |
| -- | --------------------------- | ----------------------- | ------------ | ---- | ------- |
| 74 | Piotr Biesiekirski          | NTS RW Racing GP        | NTS          | 8    | 29º     |
| 97 | Xavi Vierge                 | Petronas Sprinta Racing | Kalex        | 5    | 3º      |
| 99 | Kasma Daniel Bin Kasmayudin | Onexox TKKR SAG         | Kalex        | 0    | 27º     |
| 16 | Joe Roberts                 | Tennor American Racing  | Kalex        | 0    | 18º     |

## Moto3
Tatsuki Suzuki non ha preso parte alla gara per un infortunio nel warm-up.

### Arrivati al traguardo
| Pos. | Nº | Pilota             | Squadra                       | Motocicletta | Giri | Tempo     | Griglia | Punti |
| ---- | -- | ------------------ | ----------------------------- | ------------ | ---- | --------- | ------- | ----- |
| 1º   | 55 | Romano Fenati      | Sterilgarda Max Racing Team   | Husqvarna    | 23   | 39:30.124 | 6º      | 25    |
| 2º   | 13 | Celestino Vietti   | SKY Racing Team VR46          | KTM          | 23   | +0.036    | 5º      | 20    |
| 3º   | 79 | Ai Ogura           | Honda Team Asia               | Honda        | 23   | +0.121    | 11º     | 16    |
| 4º   | 75 | Albert Arenas      | Gaviota Aspar                 | KTM          | 23   | +0.199    | 4º      | 13    |
| 5º   | 5  | Jaume Masiá        | Leopard Racing                | Honda        | 23   | +0.280    | 8º      | 11    |
| 6º   | 25 | Raúl Fernández     | Red Bull KTM Ajo              | KTM          | 23   | +0.439    | 1º      | 10    |
| 7º   | 53 | Deniz Öncü         | Red Bull KTM Tech 3           | KTM          | 23   | +0.678    | 12º     | 9     |
| 8º   | 16 | Andrea Migno       | SKY Racing Team VR46          | KTM          | 23   | +0.791    | 3º      | 8     |
| 9º   | 27 | Kaito Toba         | Red Bull KTM Ajo              | KTM          | 23   | +0.939    | 7º      | 7     |
| 10º  | 17 | John McPhee        | Petronas Sprinta Racing       | Honda        | 23   | +1.125    | 19º     | 6     |
| 11º  | 14 | Tony Arbolino      | Rivacold Snipers              | Honda        | 23   | +1.452    | 2º      | 5     |
| 12º  | 2  | Gabriel Rodrigo    | Kömmerling Gresini            | Honda        | 23   | +1.687    | 18º     | 4     |
| 13º  | 52 | Jeremy Alcoba      | Kömmerling Gresini            | Honda        | 23   | +4.331    | 9º      | 3     |
| 14º  | 71 | Ayumu Sasaki       | Red Bull KTM Tech 3           | KTM          | 23   | +5.925    | 15º     | 2     |
| 15º  | 82 | Stefano Nepa       | Gaviota Aspar                 | KTM          | 23   | +6.165    | 14º     | 1     |
| 16º  | 12 | Filip Salač        | Rivacold Snipers              | Honda        | 23   | +6.249    | 13º     |       |
| 17º  | 11 | Sergio García      | Estrella Galicia 0,0          | Honda        | 23   | +7.167    | 17º     |       |
| 18º  | 23 | Niccolò Antonelli  | SIC58 Squadra Corse           | Honda        | 23   | +12.714   | 21º     |       |
| 19º  | 99 | Carlos Tatay       | Reale Avintia                 | KTM          | 23   | +18.045   | 28º     |       |
| 20º  | 6  | Ryusei Yamanaka    | Estrella Galicia 0,0          | Honda        | 23   | +20.184   | 24º     |       |
| 21º  | 54 | Riccardo Rossi     | BOE Skull Rider Facile Energy | KTM          | 23   | +20.498   | 23º     |       |
| 22º  | 70 | Barry Baltus       | CarXpert PrüstelGP            | KTM          | 23   | +20.291   | 16º     |       |
| 23º  | 50 | Jason Dupasquier   | CarXpert PrüstelGP            | KTM          | 23   | +20.555   | 29º     |       |
| 24º  | 89 | Khairul Idham Pawi | Petronas Sprinta Racing       | Honda        | 23   | +24.967   | 25º     |       |
| 25º  | 92 | Yuki Kunii         | Honda Team Asia               | Honda        | 23   | +25.264   | 26º     |       |
| 26º  | 9  | Davide Pizzoli     | BOE Skull Rider Facile Energy | KTM          | 23   | +27.159   | 30º     |       |
| 27º  | 73 | Maximilian Kofler  | CIP Green Power               | KTM          | 23   | +27.848   | 27º     |       |

### Ritirati
| Nº | Pilota        | Squadra                     | Motocicletta | Giri | Griglia |
| -- | ------------- | --------------------------- | ------------ | ---- | ------- |
| 40 | Darryn Binder | CIP Green Power             | KTM          | 18   | 20º     |
| 7  | Dennis Foggia | Leopard Racing              | Honda        | 10   | 10º     |
| 21 | Alonso López  | Sterilgarda Max Racing Team | Husqvarna    | 8    | 22º     |

## MotoE - gara 1
Tutti i piloti sono dotati dello stesso tipo di motocicletta, fornita dalla Energica Motor Company.

### Arrivati al traguardo
| Pos. | Nº | Pilota             | Squadra                     | Giri | Tempo     | Griglia | Punti |
| ---- | -- | ------------------ | --------------------------- | ---- | --------- | ------- | ----- |
| 1º   | 77 | Dominique Aegerter | Dynavolt Intact GP          | 7    | 12'11.346 | 3º      | 25    |
| 2º   | 40 | Jordi Torres       | Pons Racing 40              | 7    | +0,103    | 1º      | 20    |
| 3º   | 27 | Matteo Ferrari     | Trentino Gresini            | 7    | +0,075    | 2º      | 16    |
| 4º   | 27 | Mattia Casadei     | Ongetta SIC58 Squadra Corse | 7    | +2,531    | 7º      | 13    |
| 5º   | 70 | Tommaso Marcon     | Tech 3 E-Racing             | 7    | +6,578    | 12º     | 11    |
| 6º   | 7  | Niccolò Canepa     | LCR E-Team                  | 7    | +7,695    | 13º     | 10    |
| 7º   | 55 | Alejandro Medina   | Openbank Aspar Team         | 7    | +8,277    | 10º     | 9     |
| 8º   | 16 | Joshua Hook        | OCTO Pramac MotoE           | 7    | +8,336    | 15º     | 8     |
| 9º   | 18 | Xavier Cardelús    | Avintia Esponsorama Racing  | 7    | +8,553    | 14º     | 7     |
| 10º  | 61 | Alessandro Zaccone | Trentino Gresini            | 7    | +8,640    | 16º     | 6     |
| 11º  | 6  | María Herrera      | Openbank Aspar Team         | 7    | +11,566   | 17º     | 5     |
| 12º  | 84 | Jakub Kornfeil     | WithU Motorsport            | 7    | +16,973   | 18º     | 4     |
| 13º  | 66 | Niki Tuuli         | Avant Ajo MotoE             | 7    | +17.538   | 9º      | 3     |

### Ritirati
| Nº | Pilota          | Squadra                    | Giri | Griglia |
| -- | --------------- | -------------------------- | ---- | ------- |
| 15 | Alex De Angelis | OCTO Pramac MotoE          | 3    | 11º     |
| 10 | Xavier Siméon   | LCR E-Team                 | 2    | 5º      |
| 51 | Eric Granado    | Avintia Esponsorama Racing | 2    | 4º      |
| 35 | Lukas Tulovic   | Tech 3 E-Racing            | 0    | 6º      |
| 63 | Mike Di Meglio  | EG 0,0 Marc VDS            | 0    | 8º      |

## MotoE - gara 2

### Arrivati al traguardo
| Pos. | Nº | Pilota             | Squadra                     | Giri | Tempo     | Griglia | Punti |
| ---- | -- | ------------------ | --------------------------- | ---- | --------- | ------- | ----- |
| 1º   | 11 | Matteo Ferrari     | Trentino Gresini            | 7    | 12'11.053 | 3º      | 25    |
| 2º   | 27 | Mattia Casadei     | Ongetta SIC58 Squadra Corse | 7    | +0,996    | 4º      | 20    |
| 3º   | 40 | Jordi Torres       | Pons Racing 40              | 7    | +1,098    | 2º      | 16    |
| 4º   | 7  | Niccolò Canepa     | LCR E-Team                  | 7    | +3,907    | 6º      | 13    |
| 5º   | 61 | Alessandro Zaccone | Trentino Gresini            | 7    | +4,619    | 10º     | 11    |
| 6º   | 7  | Mike Di Meglio     | EG 0,0 Marc VDS             | 7    | +6,046    | 17º     | 10    |
| 7º   | 51 | Eric Granado       | Avintia Esponsorama Racing  | 7    | +6,097    | 14º     | 9     |
| 8º   | 15 | Alex De Angelis    | OCTO Pramac MotoE           | 7    | +6,775    | 18º     | 8     |
| 9º   | 55 | Alejandro Medina   | Openbank Aspar Team         | 7    | +6,672    | 7º      | 7     |
| 10º  | 18 | Xavier Cardelús    | Avintia Esponsorama Racing  | 7    | +7,042    | 9º      | 6     |
| 11º  | 6  | María Herrera      | Openbank Aspar Team         | 7    | +7,868    | 11º     | 5     |
| 12º  | 66 | Niki Tuuli         | Avant Ajo MotoE             | 7    | +11,514   | 13º     | 4     |
| 13º  | 84 | Jakub Kornfeil     | WithU Motorsport            | 7    | +12,652   | 12º     | 3     |
| 14º  | 10 | Xavier Siméon      | LCR E-Team                  | 7    | +15,533   | 15º     | 2     |
| 15º  | 27 | Lukas Tulovic      | Tech 3 E-Racing             | 7    | +27,210   | 16º     | 1     |
| 16º  | 77 | Dominique Aegerter | Dynavolt Intact GP          | 7    | +38,363   | 1º      |       |

### Ritirati
| Nº | Pilota         | Squadra           | Giri | Griglia |
| -- | -------------- | ----------------- | ---- | ------- |
| 16 | Joshua Hook    | OCTO Pramac MotoE | 5    | 8º      |
| 70 | Tommaso Marcon | Tech 3 E-Racing   | 1    | 5º      |